# Zakspeed 891
Der Zakspeed 891 war Formel-1-Wagen des deutschen Rennstalls Zakspeed, der in der Formel-1-Saison 1989 eingesetzt wurde. Das Auto verwendete einen Saugmotor von Yamaha. Es war Zakspeeds erstes (und einziges) Formel-1-Auto, das nicht von einem selbst konstruierten Motor angetrieben wurde. Der Wagen war erfolglos. Er qualifizierte sich im Laufe der Saison 1989 nur für zwei Startteilnahmen, kam dabei aber nie ins Ziel.

## Die Verbindung Zakspeed-Yamaha
Die Allianz mit Yamaha ergab sich im Herbst 1988. Da Zakspeed bislang ausschließlich Turbomotoren konstruiert und keine Erfahrungen mit den ab 1989 allein zugelassenen Saugmotoren hatte, war das Team mit Ablauf der sogenannten Turbo-Ära der Formel 1 auf der Suche nach einem Motorenlieferanten. In erster Linie aus finanziellen Gründen entschied sich Teamchef Erich Zakowski gegen einen teuren DFR-Motor von Cosworth und für das Yamaha-Triebwerk, das 1989 kostenlos geliefert wurde. Yamaha hatte andererseits ein Interesse an einer Verbindung mit einem kleinen Formel-1-Team. Das japanische Unternehmen hatte zwar in den 1980er Jahren einige erfolgreiche Motoren für die Formel 2 bzw. für die Formel 3000 konstruiert, war bislang in der Formel 1 aber nicht angetreten.  Durch die Zusammenarbeit mit einem kleinen Team bestand aus japanischer Sicht die Möglichkeit, ohne große Erwartungen Erfahrungen zu sammeln und das Triebwerk weiterzuentwickeln. Die Verbindung von Yamaha und Zakspeed ähnelte insoweit der Allianz von Honda und Spirit Racing im Jahr 1983.

## Die Konstruktion

### Das Auto
Der 891 wurde von Gustav Brunner vollständig neu entwickelt. Die Konstruktion hatte nur noch sehr geringe Ähnlichkeiten mit den älteren Turbomodellen Zakspeeds. Stattdessen gab es Bezüge zu Brunners erfolgreichen ARC1 des deutschen Teams Rial Racing aus dem  Jahr davor. Der Zakspeed 891 war ein kompaktes Auto mit schmalem Heck, niedrigen Seitenkästen und einer abfallenden Motorabdeckung mit integrierter Lufthutze. Die Radaufhängung bestand aus Doppelquerlenkern mit innenliegenden Feder-Dämpfer-Einheiten vorn und hinten.

### Der Motor

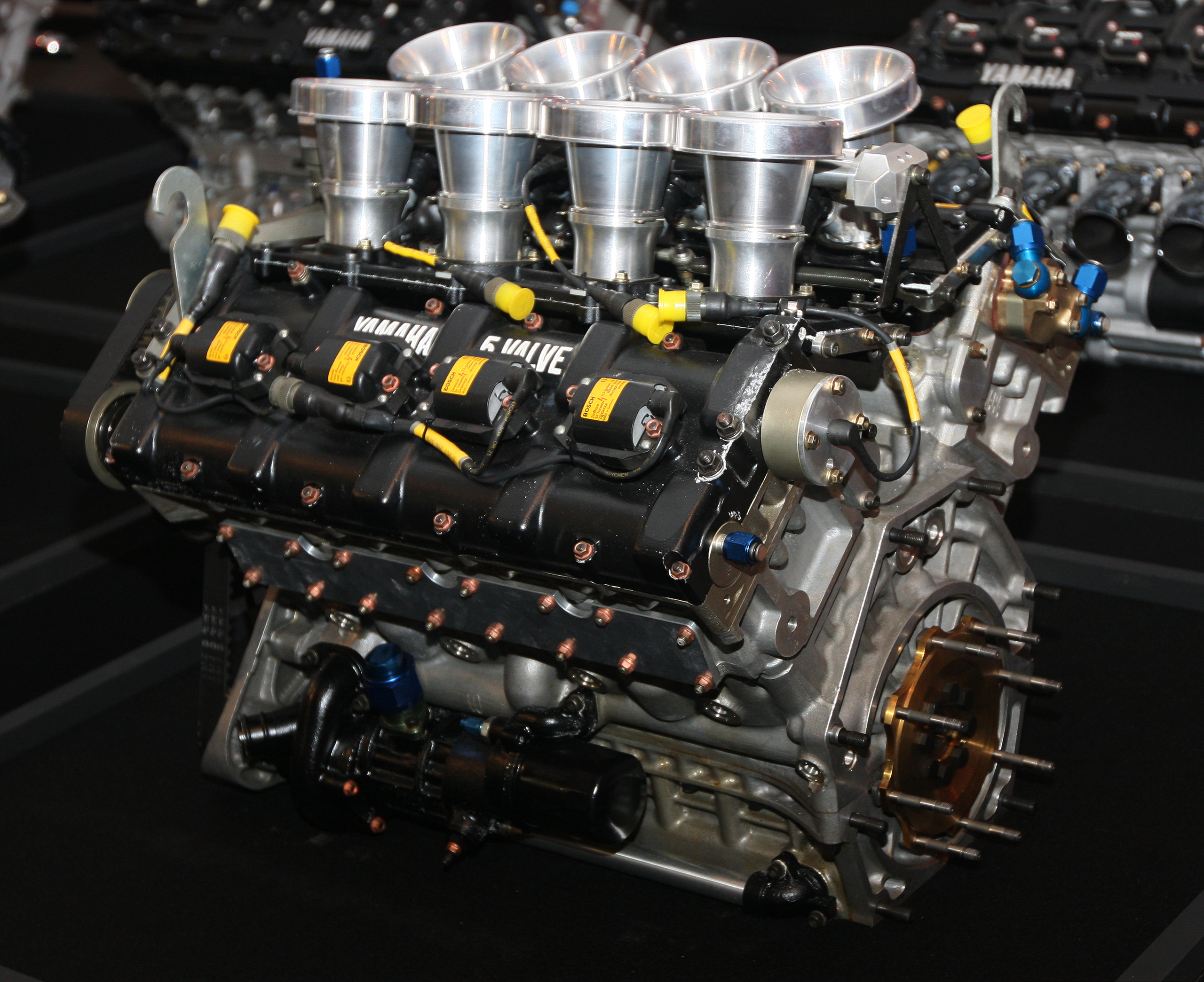
Yamaha OX88

Als Antrieb verwendete Zakspeed einen neu konstruierten Achtzylindermotor des japanischen Herstellers Yamaha vom Typ OX88. Der Yamaha OX88 wird als kompakt beschrieben. Der Motorblock war 56 cm lang und 57 cm breit;  der Zylinderwinkel betrug 75 Grad. Das Triebwerk hatte einen Zylinderkopf mit fünf Ventilen für jeden Zylinder. Er hatte nur einen einzigen Zahnriemen, über den sowohl die Ventilsteuerung als auch die Öl- und Wasserpumpe angetrieben wurde.
Der Motor hatte viele Defizite. Er war mit einer Leistung von 426 kW (580 PS) das schwächste Triebwerk, das 1989 verwendet wurde. Zudem erwies er sich als unausgereift und unzuverlässig, und die Yamaha-Konstrukteure waren mit der vergleichsweise anspruchsvollen Technik überfordert. Der lange Zahnriemen und die dadurch bedingte Anfälligkeit auf Lastwechsel waren ursächlich für zahlreiche Motorschäden, die häufig bereits im Training zu Ausfällen führten.

## Die Renneinsätze
Zakspeed unternahm vor Beginn der Saison eine Reihe von Testfahrten mit dem neuen Auto. Im Februar und März 1989 gab es zahllose Probleme im Umfeld des Motors. Bei den Testfahrten in Rio, die unmittelbar vor dem ersten Rennen des Jahres stattfanden, erlitt das Team acht Motorschäden und konnte nur wenige Testkilometer zurücklegen.
Der Zakspeed 891 wurde in der Formel-1-Saison 1989 vom Team West Zakspeed Racing für Bernd Schneider und Aguri Suzuki zu 16 Großen Preisen gemeldet. Suzuki scheiterte bei jedem Rennen bereits in der Vorqualifikation, Bernd Schneider scheiterte vierzehnmal. Nur zum Großen Preis von Brasilien, dem ersten Rennen des Jahres, und zum Großen Preis von Japan gelang ihm die Qualifikation. Beide Male fiel er im Rennen mit Motorschaden aus.
Zakspeed testete im Januar 1990 in Le Castellet einen modifizierten 891, gab letztlich aber vor Beginn der neuen Saison den Rückzug aus der Formel 1 bekannt.
Der Yamaha OX88 wurde nicht wieder verwendet. Yamaha war 1990 nicht in der Formel 1 vertreten, kehrte aber 1991 mit einem neu konstruierten Zwölfzylindermotor vom Typ OX99 zurück, der zunächst bei Brabham und 1992 von Jordan eingesetzt wurde.

## Rennergebnisse
| Fahrer               | Nr.                  | 1    | 2    | 3    | 4    | 5    | 6    | 7    | 8    | 9    | 10   | 11   | 12   | 13   | 14   | 15   | 16   | Punkte | Rang |
| -------------------- | -------------------- | ---- | ---- | ---- | ---- | ---- | ---- | ---- | ---- | ---- | ---- | ---- | ---- | ---- | ---- | ---- | ---- | ------ | ---- |
| Formel-1-Saison 1989 | Formel-1-Saison 1989 |      |      |      |      |      |      |      |      |      |      |      |      |      |      |      |      | 0      | –    |
| B. Schneider         | 34                   | DNF  | DNPQ | DNPQ | DNPQ | DNPQ | DNPQ | DNPQ | DNPQ | DNPQ | DNPQ | DNPQ | DNPQ | DNPQ | DNPQ | DNF  | DNPQ | 0      | –    |
| A. Suzuki            | 35                   | DNPQ | DNPQ | DNPQ | DNPQ | DNPQ | DNPQ | DNPQ | DNPQ | DNPQ | DNPQ | DNPQ | DNPQ | DNPQ | DNPQ | DNPQ | DNPQ | 0      | –    |